# Rhynchoconger guppyi
Rhynchoconger guppyi is een straalvinnige vissensoort uit de familie van zeepalingen (Congridae). De wetenschappelijke naam van de soort is voor het eerst geldig gepubliceerd in 1925 door Norman.